# KVRB
KVRB fue el diseño de un cohete que habría sido utilizado como etapa superior criogénica en los cohetes rusos Protón. Nunca llegó a la etapa de producción.
El diseño comenzó en 1992 y debería haber estado completado en 1995, pero nunca llegó a tomarse la decisión de construirlo en masa. En su lugar la tecnología utilizada en el KVRB fue utilizada en el cohete 12KRB, que es la etapa superior del cohete indio GSLV.

## Especificaciones
- Diámetro: 3,8 m
- Longitud: 7 m
- Masa total: 19.500 kg
- Motor principal: RD-56M
- Empuje: 73.579 kN
- Propelentes: LOX y LH2
- Masa de los propelentes: 16.500 kg
- Impulso específico: 461 s

- Datos: Q5957530